# Sándor Vass
Sándor Vass, madžarski rokometaš, * 11. avgust 1946, Budimpešta.
Leta 1972 je na poletnih olimpijskih igrah v Münchnu v sestavi madžarske rokometne reprezentance osvojil osmo mesto in na poletnih olimpijskih igrah leta 1980, kjer so osvojili četrto mesto.